# Burgruine Buchberg
Die Burgruine Buchberg, auch Schlossberg genannt, ist die Ruine einer Höhenburg auf einer 563 m ü. NN hohen Kuppe des Buchbergs („Schlossberg“) bei der Gemeinde Willmering im oberpfälzischen Landkreis Cham in Bayern. Die Anlage wird als Bodendenkmal unter der Aktennummer D-3-6742-0042 im Bayernatlas als „archäologische Befunde im Bereich der mittelalterlichen Burgruine "Buchberg"“ geführt.
Die Burg wurde im 12. Jahrhundert vermutlich von den Grafen von Bogen, einem mächtigen ostbayerischen Adelsgeschlecht, erbaut, 1196 erwähnt und war um 1200 im Besitz der Herren von Puchberg. Im 14. Jahrhundert wurde die Burg zerstört.
Von der ehemaligen 150 mal 60 Meter großen längsovalen Burganlage mit Hauptburg und Vorburg sind nur noch der Bergfriedstumpf auf einer Grundfläche von acht mal acht Metern und Mauerreste erhalten. Der Burgstall ist heute ein Bodendenkmal.